# Chamboret
Chamboret é uma comuna francesa na região administrativa da Nova Aquitânia, no departamento de Alto Vienne. Estende-se por uma área de 21,59 km². Em 2010 a comuna tinha 798 habitantes (densidade: 37 hab./km²).